# Ross Bank
Die Ross Bank (englisch) ist eine submarine Bank im antarktischen Rossmeer.
Die im Juni 1988 vom Advisory Committee on Undersea Features (ACUF) bestätigte Benennung erfolgte in Anlehnung an die Benennung der nahegelegenen Ross-Insel. Deren Namensgeber ist der britische Polarforscher James Clark Ross (1800–1862).